# 2279 Barto
A 2279 Barto (ideiglenes jelöléssel 1968 DL) a Naprendszer kisbolygóövében található aszteroida. Ljudmila Ivanovna Csernih fedezte fel 1968. február 25-én.